# Wachid Masudow
Wachid Masudow, kaz. Вахид Юнусұлы Масудов, ros. Вахид Юнусович Масудов, Wachid Junusowicz Masudow (ur. 10 października 1959 w Dżambule, Kazachska SRR) – kazachski piłkarz pochodzenia czeczeńskiego, grający na pozycji pomocnika, trener piłkarski.

## Kariera piłkarska

### Kariera klubowa
W 1976 rozpoczął karierę piłkarską w miejscowej drużynie Chimik Dżambuł, skąd trafił do Chorezmu Chonka. Jesienią 1978 został powołany do wojska i służył w klubie Meliorator Kyzyłorda. W 1980 został zaproszony do stołecznego Kajratu Ałma-Ata, w którym był jednym z najlepszych piłkarzy. Latem 1980 za naruszenie dyscypliny został na miesiąc oddelegowany do Melioratora Kyzyłorda. W 1990 zgodził się na zaproszenia ojca i przeszedł do Tereku Grozny, w którym również pomagał ojcowi trenować klub. W roli piłkarza i trenera występował również w klubach Kajrat Ałmaty, Dostyk Ałmaty, Aktiubiniec Aktobe i Jelimaj Semipałatyńsk. W końcu 1993 wyjechał do Niemiec, gdzie bronił barw klubów Preußen Hameln i 1. SC Göttingen 05, ale w lipcu 1994 powrócił do Kazachstanu. W 1997 zakończył karierę piłkarza w Kajracie Ałmaty.

## Kariera trenerska
Jeszcze będąc piłkarzem rozpoczął karierę trenerską. Od 1990 do 1995 z przerwami łączył funkcje trenerskie w klubach Terek Grozny, Kajrat Ałmaty, Dostyk Ałmaty, Aktiubiniec Aktobe i Jelimaj Semipałatyńsk. W latach 1996–1997 ponownie trenował i grał w Kajracie Ałmaty, a po podziale klubu w 1998 został mianowany na stanowisko głównego trenera CSKA-Kajrat Ałmaty. Od 1999 prowadził kluby FK Taraz i Szachtior Karaganda. W latach 2001–2002 pełnił funkcje selekcjonera reprezentacji Kazachstanu. Również wtedy trenował ponownie Kajrat Ałmaty i Wostok Ałtyn Öskemen. Od 2003 prowadził kluby Aktobe-Lento Aktobe, Żetysu Tałdykorgan, ponownie Szachtior Karaganda oraz Kajrat Ałmaty, Łokomotiw Astana, FK Atyrau, po raz drugi Wostok Öskemen, Ordabasy Szymkent, FK Astana-1964 i CSKA Ałmaty. Jest jednym z najbardziej utytułowanych kazachskich trenerów.

## Sukcesy i odznaczenia

### Sukcesy piłkarskie
Kajrat Ałmaty
- mistrz Pierwoj ligi ZSRR: 1983
- brązowy medalista Pierwoj ligi ZSRR: 1989
- zdobywca Pucharu Federacji Piłki Nożnej ZSRR: 1988
- mistrz Kazachstanu: 1992
- brązowy medalista Mistrzostw Kazachstanu: 1997
- zdobywca Pucharu Kazachstanu: 1992

Dostyk Ałmaty
- zdobywca Pucharu Kazachstanu: 1993

Aktiubiniec Aktobe
- finalista Pucharu Kazachstanu: 1994

Jelimaj Semipałatyńsk
- mistrz Kazachstanu: 1995
- zdobywca Pucharu Kazachstanu: 1995
- zdobywca Superpucharu Kazachstanu: 1995

### Sukcesy trenerskie
Kajrat Ałmaty
- mistrz Kazachstanu: 1992
- brązowy medalista Mistrzostw Kazachstanu: 1997
- zdobywca Pucharu Kazachstanu: 1992, 1997

Aktiubiniec Aktobe
- finalista Pucharu Kazachstanu: 1994

Jelimaj Semipałatyńsk
- mistrz Kazachstanu: 1995
- zdobywca Pucharu Kazachstanu: 1995
- zdobywca Superpucharu Kazachstanu: 1995

FK Atyrau
- zdobywca Pucharu Kazachstanu: 2009

Wostok Öskemen
- mistrz Kazachskiej Pierwszej Ligi: 2010

FK Astana-1964
- brązowy medalista Kazachskiej Pierwszej Ligi: 2014

### Odznaczenia
- tytuł Mistrza Sportu ZSRR
- tytuł Zasłużonego Trenera Kazachstanu